# C-boog

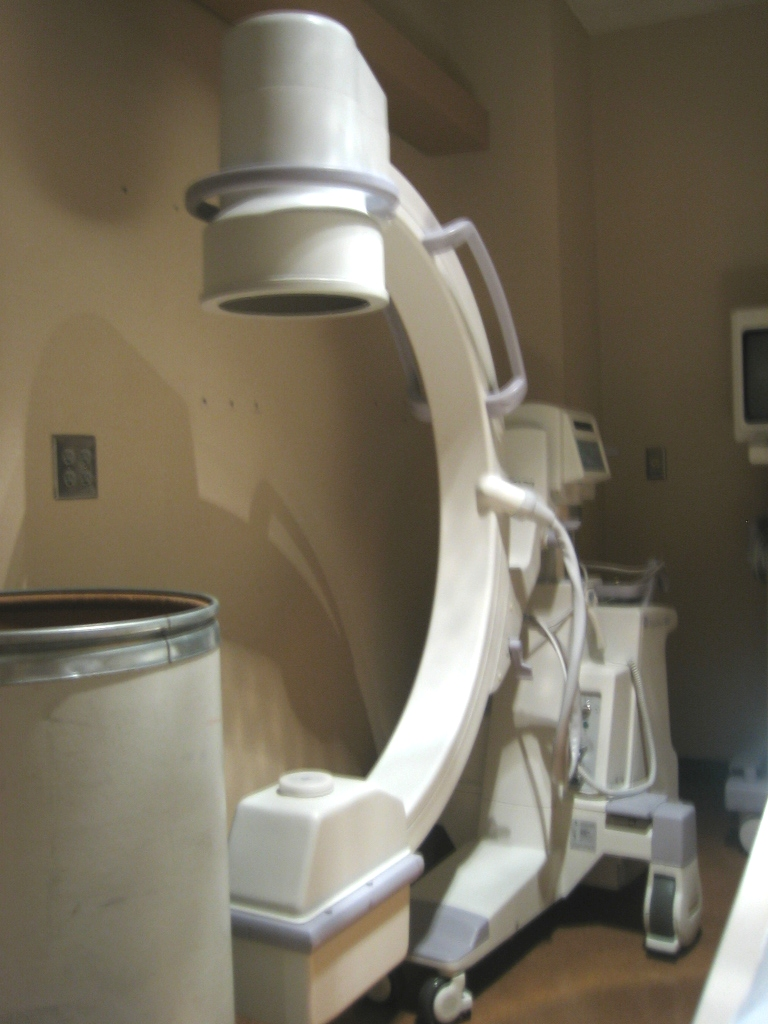
Mobiele C-boog röntgenapparaat

Een C-boog is een röntgenapparaat dat eruitziet als een C. Het apparaat wordt gebruikt op de operatiekamer tijdens trauma- en orthopedische chirurgie of tijdens pijnbestrijding waarbij in de rug geprikt wordt. Door tijdens de ingreep de patiënt met straling door te lichten, zodat het lichaamsgebied via een monitor in beeld wordt gebracht, kan de arts goed zien hoe hij moet handelen. Er zijn ook C-bogen met 3D-beeldvormende technieken. Daarmee wordt de kwaliteit en veiligheid bij chirurgische ingrepen beter. Doordat een C-boog als het ware om de patiënt heen kan draaien, kunnen alle gebieden makkelijk en snel in beeld worden gebracht.